# Stanislav Křeček
Stanislav Křeček (* 20. května 1938 Praha) je český právník a politik, po sametové revoluci krátce poslanec České národní rady za Československou stranu socialistickou, v letech 1998 až 2013 poslanec Poslanecké sněmovny za Českou stranu sociálně demokratickou, dlouholetý předseda Sdružení nájemníků ČR. Od února 2020 působí jako veřejný ochránce práv, u kterého působil v letech 2013 až 2019 jako zástupce.

## Život

### Profesní a osobní život
Vystudoval Průmyslovou školu geologickou, Výtvarnou školu a Právnickou fakultu Univerzity Karlovy. Prošel několika zaměstnáními, pracoval jako horník, dělník, geolog, výtvarník a další. Dlouhodobě působil jako advokát a předseda Sdružení nájemníků ČR (SON). Publikuje, např. v Lidových novinách i jinde. Od 50. let 20. století byl členem tehdy ilegálního skautského oddílu a je nositelem skautského vyznamenání Stříbrná Syrinx a medaile Díků.[zdroj?] V době působení ve sněmovně byl členem parlamentního skautského oddílu.

### Politické působení
Během socialismu byl členem Československé strany socialistické, která úzce spolupracovala s vládnoucím režimem v rámci Národní fronty České socialistické republiky, a ve stejné době se jako právník věnoval např. demokratičnosti volebního systému v marxismu-leninismu.
V únoru 1990 se stal poslancem České národní rady v rámci procesu kooptací do ČNR za Československou stranu socialistickou. Mandát zastával jen krátce, do řádných voleb v roce 1990.
Později byl členem Demokratické strany práce, ve které působil jako její tiskový mluvčí. V dubnu 1993 oznámil přestup do České strany sociálně demokratické. V únoru 1994 se stal místopředsedou pražské organizace ČSSD. Již v dubnu 1994 ovšem postoupil na pozici předsedy pražské ČSSD poté, co byl zpochybněn mandát nově zvoleného předsedy Věňka Šilhána. V komunálních volbách v roce 1994 byl zvolen za ČSSD do zastupitelstva městské části Praha 2. Zvolen sem byl opětovně v komunálních volbách v roce 1998 a komunálních volbách v roce 2006. Profesně se uvádí jako advokát.
V roce 1998 vyšlo najevo, že dříve neoprávněně používal titul JUDr. Titul JUDr. získal až složením rigorózní zkoušky na Právnické fakultě UK v roce 2005.
V senátních volbách v roce 1996 neúspěšně kandidoval do senátu za senátní obvod č. 23 – Praha 8. V 1. kole získal 19 % hlasů a postoupil do 2. kola, v němž ho porazila a senátorkou se stala Alena Palečková z ODS.
Ve volbách do Poslanecké sněmovny v roce 1998 byl zvolen do poslanecké sněmovny za ČSSD (volební obvod Praha). Poslanecké křeslo obhájil ve volbách do Poslanecké sněmovny v roce 2002, volbách do Poslanecké sněmovny v roce 2006 a volbách do Poslanecké sněmovny v roce 2010. Byl trvale členem sněmovního ústavněprávního výboru (od roku 2002 jeho místopředsedou). Kromě toho zasedal v letech 1998–2004 a znovu 2006–2009 v petičním výboru, v letech 1998-2006 a znovu od roku 2010 v mandátovém a imunitním výboru a v období let 2001–2002 byl místopředsedou volebního výboru (v letech 2002-2006 pak jeho řadovým členem).
V senátních volbách v roce 2012 podruhé neúspěšně kandidoval do senátu za senátní obvod č. 26 – Praha 2. V 1. kole získal 17 % hlasů a postoupil do 2. kola, v němž ho porazil a senátorem se stal Libor Michálek za Piráty.
Dne 3. dubna 2013 byl poslaneckou sněmovnou zvolen na místo zástupce veřejného ochránce práv. Do funkce byl nominován jak senátem, tak i prezidentem Václavem Klausem. Získal 83 ze 164 hlasů, když jeho protikandidát, odborník na správní právo Filip Dienstbier obdržel 37 hlasů.
Po tom, co odstoupil z funkce veřejného ochránce práv Pavel Varvařovský, navrhl ho Poslanecké sněmovně PČR v lednu 2014 prezident Miloš Zeman jako nástupce v této pozici. Na konci ledna 2014 se k prezidentovi připojil i Senát PČR (pro navržení jeho jména hlasovalo 36 senátorů). Dne 13. února 2014 získal v 1. kole volby 44 hlasů od 155 přítomných poslanců. Získal tak sice menší podporu než jeho protikandidátka Anna Šabatová, ale ani ta 78 hlasů nutných ke zvolení nepřekročila. Postoupil však do 2. kola volby. V něm dne 14. února 2014 obdržel pouze 36 hlasů od 168 přítomných poslanců, zatímco Anna Šabatová byla zvolena. Nadále však působil ve funkci zástupce veřejné ochránkyně práv.
Na konci ledna 2019 jej prezident ČR Miloš Zeman opět navrhl Poslanecké sněmovně PČR k volbě zástupce veřejného ochránce práv, a to společně se Zdeňkem Koudelkou. Během březnové volby získal 26 hlasů od 175 poslanců, a postoupil tak ze druhého místa do druhého kola volby. V tom však neuspěl. Celá volba se tak znovu opakovala a prezident jej znovu navrhl, avšak ani tentokrát neuspěl. Úřad zástupce veřejné ochránkyně práv zastával do prosince 2019, kdy jej vystřídala Monika Šimůnková.
V polovině ledna 2020 jej prezident ČR Miloš Zeman navrhl Poslanecké sněmovně PČR k volbě na post veřejného ochránce práv místo Heleny Válkové, jejíž nominaci stáhl. Dne 12. února 2020 byl do této funkce zvolen, když ve druhém kole volby získal 91 hlasů poslanců (ke zvolení bylo potřeba 88 hlasů). Jeho protikandidát Vít Alexander Schorm získal 53 hlasů. Dne 19. února 2020 se složením slibu ujal úřadu veřejného ochránce práv. Jeho působení v úřadu však vyvolává kontroverze a dostal se do sporu kvůli odebrání části kompetencí volené zástupkyni ombudsmana Monice Šimůnkové. Proti způsobu výkonu funkce se otevřeným dopisem postavili též významní zástupci z oblasti českého práva. Kritiku vzbuzuje zejména Křečkův dlouhodobý postoj k národnostním či sexuálním menšinám.